# Nicolás Gaitán
Osvaldo Nicolás Fabián Gaitán, född 23 februari 1988 i San Martín, Buenos Aires, är en argentinsk fotbollsspelare (ytter). Han har tidigare spelat för det argentinska landslaget.

## Karriär
Gaitán gjorde debut för Benfica den 7 augusti 2010 i en 0–2 förlust mot Porto.
Den 1 juli 2016 stod det klart att han skulle lämna Benfica för spel i Atlético Madrid då han skrev på ett fyraårskontrakt.
Den 31 januari 2020 värvades Gaitán av Lille, där han skrev på ett halvårskontrakt. Den 11 augusti 2020 värvades han av Braga, där han skrev på ett ettårskontrakt med option på ytterligare ett år. Den 30 augusti 2020 värvades han av Peñarol, där han skrev på ett ettårskontrakt.
Den 31 januari 2022 värvades han av Paços de Ferreira, där han skrev på ett halvårskontrakt med option på ytterligare ett år. I slutet av säsongen 2022/2023 lämnade Gaitán klubben.